# Oxindool
Oxindool of 2-indolinon is een heterocyclische verbinding. Het is een bicyclische verbinding en de molecuulstructuur is die van indoline met een extra carbonylgroep op de vijfring (positie 2).
Oxindool is het lactam van 2-aminofenylazijnzuur.
Net zoals bij indoolverbindingen, zijn verbindingen met de oxindoolstructuur vaak biologisch actieve stoffen, die in geneesmiddelen of landbouwchemicaliën zijn te gebruiken. Het zijn ook intermediaire stoffen bij de bereiding van indoolalkaloïden.

## Synthese
Adolf von Baeyer isoleerde in 1866 de verbindingen oxindool (C8H7NO) en dioxindool (C8H7NO2) tijdens zijn onderzoek van de afbraakproducten van indigo. Hij bekwam dioxindool en oxindool door de reductie van isatine. Dit resulteert eerst in dioxindool. De reductie met tin en zoutzuur zet dit om in oxindool. Oxindool kan verder gereduceerd worden tot indool door het te destilleren met zinkstof.
Oxindoolderivaten kan men nog bereiden op verschillende andere wijzen, waaronder:
- de Hinsbergsynthese,[2] vertrekkende van een secundair aromatisch amine dat reageert met de verbinding (adduct) van glyoxaal met natriumbisulfiet.[3] Met een primair arylamide verkrijgt men een glycine- of glycinamidederivaat:

- de Brunnersynthese,[4][5][6] dit is de cyclisatie van aromatische amines via de hydrazine; bijvoorbeeld 3-methyloxindool door de cyclisatie van β-propionfenylhydrazine.[7]
- de Stollésynthese,[8] dit is de cyclisatie van aromatische amines via een amide. Het amine reageert met α-halozuurchloride of oxalylchloride tot een amide, dat gecycliseerd wordt met aluminiumchloride.[9][10]

- De Gassmansynthese,[11][12] dit is een vierstapsprocedé vertrekkende van de reactie van een N-haloaniline met een β-thio-ester of -amide van een carbonzuur.